# قرية واترلو (نيويورك)
قرية واترلو (بالإنجليزية: Waterloo (village), New York)‏ هي منطقة سكنية تقع في الولايات المتحدة في مقاطعة سينيكا، نيويورك. يقدر عدد سكانها بـ 5,111 نسمة ومساحتها 5.6 كم2 وترتفع عن سطح البحر 138 متر.

## التركيبة السكانية
حدّد مكتب تعداد الولايات المتحدة بيانات التركيبة السكانية لقرية واترلو في تعداد الولايات المتحدة. في ما يلي، التركيبة السكانية حسب تعدادي 2000 و2010.

### تعداد عام 2000
بلغ عدد سكان قرية واترلو 5,111 نسمة بحسب تعداد عام 2000، وبلغ عدد الأسر 1,939 أسرة وعدد العائلات 1,286 عائلة مقيمة في القرية. في حين سجلت الكثافة السكانية 895.1 نسمة لكل كيلومتر مربع (2,318.3/ميل2). وبلغ عدد الوحدات السكنية 2,050 وحدة بمتوسط كثافة قدره 359 لكل كيلومتر مربع (929.8/ميل2).
وتوزع التركيب العرقي للقرية بنسبة 97.61% من البيض و0.82% من الأمريكيين الأفارقة و0.12% من الأمريكيين الأصليين و0.49% من الأمريكيين ذوي الأصول الآسيوية و0.18% من الأعراق الأخرى و0.78% من عرقين مختلطين أو أكثر و1.17% من الهسبانيون أو اللاتينيون من أي عرق.
بلغ عدد الأسر 1,939 أسرة كانت نسبة 34.5% منها لديها أطفال تحت سن الثامنة عشر تعيش معهم، وبلغت نسبة الأزواج القاطنين مع بعضهم البعض 48.5% من أصل المجموع الكلي للأسر، ونسبة 14% من الأسر كان لديها معيلات من الإناث دون وجود شريك، بينما كانت نسبة 3.8% من الأسر لديها معيلون من الذكور دون وجود شريكة وكانت نسبة 33.7% من غير العائلات. تألفت نسبة 28.1% من أصل جميع الأسر من عدة أفراد يعيشون في نفس المنزل ونسبة 15.4% كانت تتألف من شخص يعيش بمفرده يبلغ من العمر 65 عاماً أو أكثر. وبلغ متوسط حجم الأسرة المعيشية 2.47، أما متوسط حجم العائلات فبلغ 3.01.
بلغ العمر الوسطي للسكان 39.3 عاماً. وكانت نسبة 24.5% من القاطنين تحت سن الثامنة عشر، وكانت نسبة 6.3% بين الثامنة عشر والرابعة والعشرين عاماً، ونسبة 26.4% كانت واقعةً في الفئة العمرية ما بين الخامسة والعشرين والرابعة والأربعين عاماً، ونسبة 20.9% كانت ما بين الخامسة والأربعين والرابعة والستين، ونسبة 15.4% كانت ضمن فئة الخامسة والستين عاماً فما فوق. يوجد لكل 100 أنثى 87.4 ذكر، ويوجد لكل 100 أنثى في الثامنة عشر من عمرها فما فوق 84.7 ذكر.
بلغ متوسط دخل الأسرة في القرية 33,571 دولارًا، أما متوسط دخل العائلة فبلغ 41,725 دولارًا. وكان متوسط دخل الذكور 34,911 دولارًا مقابل 23,385 دولارًا للإناث. وسجل دخل الفرد الخاص بالقرية 16,538 دولارًا. وكانت نسبة 7.2% من العائلات ونسبة 12.1% من السكان تحت خط الفقر، وكان من هؤلاء نسبة 20.2% تحت سن الثامنة عشر ونسبة 9.3% في الخامسة والستين من العمر وما فوق.

### تعداد عام 2010
بلغ عدد سكان قرية واترلو 5,171 نسمة بحسب تعداد عام 2010، وبلغ عدد الأسر 2,039 أسرة وعدد العائلات 1,323 عائلة مقيمة في القرية. في حين سجلت الكثافة السكانية 905.6 نسمة لكل كيلومتر مربع (2,345.5/ميل2). وبلغ عدد الوحدات السكنية 2,164 وحدة بمتوسط كثافة قدره 379 لكل كيلومتر مربع (981.6/ميل2).
وتوزع التركيب العرقي للقرية بنسبة 96.64% من البيض و1.14% من الأمريكيين الأفارقة و0.04% من الأمريكيين الأصليين و0.39% من الأمريكيين ذوي الأصول الآسيوية و0.21% من الأعراق الأخرى و1.59% من عرقين مختلطين أو أكثر و2.20% من الهسبانيون أو اللاتينيون من أي عرق.
بلغ عدد الأسر 2,039 أسرة كانت نسبة 31.3% منها لديها أطفال تحت سن الثامنة عشر تعيش معهم، وبلغت نسبة الأزواج القاطنين مع بعضهم البعض 43.8% من أصل المجموع الكلي للأسر، ونسبة 14.9% من الأسر كان لديها معيلات من الإناث دون وجود شريك، بينما كانت نسبة 6.2% من الأسر لديها معيلون من الذكور دون وجود شريكة وكانت نسبة 35.1% من غير العائلات. تألفت نسبة 29.1% من أصل جميع الأسر من عدة أفراد يعيشون في نفس المنزل ونسبة 12.8% كانت تتألف من شخص يعيش بمفرده يبلغ من العمر 65 عاماً أو أكثر. وبلغ متوسط حجم الأسرة المعيشية 2.39، أما متوسط حجم العائلات فبلغ 2.88.
بلغ العمر الوسطي للسكان 42.3 عاماً. وكانت نسبة 22.3% من القاطنين تحت سن الثامنة عشر، وكانت نسبة 8.4% بين الثامنة عشر والرابعة والعشرين عاماً، ونسبة 22.8% كانت واقعةً في الفئة العمرية ما بين الخامسة والعشرين والرابعة والأربعين عاماً، ونسبة 26.3% كانت ما بين الخامسة والأربعين والرابعة والستين، ونسبة 20.3% كانت ضمن فئة الخامسة والستين عاماً فما فوق. وتوزع التركيب الجنسي للسكان بنسبة 46.4% ذكور و53.6% إناث.

## أعلام
- توم كوغلين
- تشارلز إي. ستيوارت